# Bismut(III)-sulfid
Bismut(III)-sulfid ist eine chemische Verbindung aus Bismut und Schwefel.

## Vorkommen
Bismutsulfid kommt natürlich im Mineral Bismuthinit vor. Es wird vermutet, dass es als dünne Schicht auch auf Bergen der Venus vorkommt.

## Gewinnung und Darstellung
Bismutsulfid kann in einer Fällungsreaktion aus Bismut(III)-salzen mit einer Schwefelwasserstofflösung dargestellt werden.
{\displaystyle {\ce {2Bi^{3}+ + 3H2S -> Bi2S3 + 6H+}}}

## Eigenschaften
Bismutsulfid hat eine orthorhombische Kristallstruktur mit der Raumgruppe Pnma (Raumgruppen-Nr. 62) und den Gitterparametern a = 11,269 Å, b = 3,972 Å und c = 11,129 Å. Außerdem hat es mit 1,6·10−72 eines der kleinsten Löslichkeitsprodukte aller chemischer Verbindungen.

## Verwendung
Bismutsulfid als Mineral wird als Ausgangsstoff zur Herstellung von Bismut verwendet. 
Weiterhin wird es als Zusatzstoff in Bremsbelägen, als Katalysator, als Komponente von Flussmitteln beim Lichtbogenschweißen und als Komponente in Zündladungen von Munition verwendet.
Bismutsulfid Dünnschichten und Nanoröhren werden zurzeit als Hochleistungskatalysator erforscht.